# 71: Into the Fire
71: Into the Fire (tựa tiếng Hàn: 포화 속으로, tựa tiếng Việt: Trong vòng lửa đạn) là một bộ phim hành động - chiến tranh Hàn Quốc của đạo diễn John H. Lee (Lee Jae-han), công chiếu vào năm 2010. Phim dựa trên một câu chuyện có thật trong Chiến tranh Triều Tiên, kể về 71 người sinh viên Hàn Quốc chiến đấu dũng cảm chống lại quân đội Triều Tiên.

## Nội dung
Phim mở đầu với cảnh quân Triều Tiên đánh vào thành phố quân Hàn Quốc đang đóng quân. Vì quân Triều Tiên tấn công ồ ạt nên quân Hàn Quốc đành phải lên xe rút khỏi thành phố. Đại đội 766 của Triều Tiên sau đó lên đường đến Pohang.
Oh Jang-beom, một sinh viên có khả năng chiến đấu, được đưa đến ngôi trường ở Pohang. Anh đã gặp 70 người sinh viên khác. Jang-beom được Đại úy Kang Suk-dae giao cho vai trò làm chỉ huy các sinh viên ở đây.
Tuy Pohang không phải là vị trí chiến lược quan trọng, nhưng nó ảnh hưởng đến sự an toàn của lực lượng Hàn Quốc ở sông Nakdong. Nếu quân Triều Tiên chiếm được Pohang thì xem như mất tất cả.
Toàn bộ quân Hàn Quốc phải đến phòng tuyến sông Nakdong, để các sinh viên ở lại bảo vệ ngôi trường. Các sinh viên được huấn luyện bắn súng, học cách chiến đấu. Jang-beom có xung đột với một sinh viên khác tên Ku Kap-jo.
Trong lúc đang đi tuần tra trong rừng, nhóm sinh viên đã phát hiện ra một lính bắn tỉa Triều Tiên, cả nhóm liền đuổi theo hắn. Chạy ra đến một cánh đồng thì nhóm sinh viên bị nhóm lính Triều Tiên phục kích. Tuy có thương vong nhưng nhóm sinh viên cũng giết gần hết lính Triều Tiên. Lúc này Kap-jo đã miễn cưỡng bắn chết một đứa trẻ Triều Tiên có trang bị vũ khí.
Hôm sau, một sinh viên bị quân Triều Tiên bắt được và bị hỏi cung về quân số Hàn Quốc. Park Mu-rang - người sĩ quan cao cấp của Triều Tiên đã thả cậu sinh viên này ra. Sau đó Mu-rang đưa cậu sinh viên về ngôi trường bằng xe jeep.
Mu-rang nói rằng trong 2 giờ nữa đội quân của hắn sẽ đi đến ngôi trường. Hắn nói nếu Jang-beom chịu đầu hàng thì hắn sẽ tha mạng cho tất cả sinh viên ở đây. Jang-beom hứa sẽ trả lời Mu-rang sau.
Khi Mu-rang đi rồi, Jang-beom bảo tất cả sinh viên chuẩn bị vũ khí đạn dược để đối phó với quân Triều Tiên. Trong lúc này Kap-jo cùng một người bạn khác đã bỏ đi ra ngoài.
Mu-rang dẫn lực lượng tinh nhuệ Triều Tiên đến nơi, rồi các binh lính bị trúng đạn súng cối của nhóm sinh viên. Mu-rang tức giận ra lệnh cho lính tấn công vào ngôi trường. Quân Triều Tiên gặp phải sự kháng cự quyết liệt từ nhóm sinh viên, nhưng bọn chúng còn rất đông và tiến lên từ từ, áp đảo các sinh viên.
Kap-jo với anh bạn kia đã quay trở lại trên chiếc xe tải chở vũ khí vừa cướp được từ quân Triều Tiên. Jang-beom và Kap-jo sau đó dùng số vũ khí trên xe tải để chiến đấu tiếp.
69 sinh viên đã ngã xuống, đến khi chỉ còn lại Jang-beom và Kap-jo. Cả hai chạy lên sân thượng của ngôi trường, và không ngừng nã đạn vào lính Triều Tiên. Lúc này Đại úy Kang cùng lực lượng viện binh Hàn Quốc đến nơi, họ tiêu diệt hết số lính Triều Tiên còn sót lại dưới sân trường.
Mu-rang một mình đi lên sân thượng, hắn bắn chết Kap-jo và bắn trọng thương Jang-beom. Mu-rang sau đó bị Đại úy Kang bắn chết. Jang-beom nhìn Kang rồi cũng trút hơi thở cuối cùng. Kang ôm Jang-beom như một lời xin lỗi vì đã đến quá muộn.

## Diễn viên
- Choi Seung-hyun vai Oh Jang-beom
- Kwon Sang-woo vai Ku Kap-jo
- Cha Seung-won vai Park Mu-rang
- Kim Seung-woo vai Kang Suk-dae
- Park Jin-hee vai y tá
- Ronald G. Roman vai Maj Gen John H. Church
- Kim Sung-ryung vai mẹ của Jang-beom
- Yeom Hye-ran vai y tá

## Sản xuất và phát triển
Tên ban đầu của bộ phim là 71, sau đó là Into the Gunfire. Việc quay phim bắt đầu vào ngày 1 tháng 12 năm 2009, với sự giúp đỡ của Bộ Quốc phòng, và kết thúc vào ngày 13 tháng 4 năm 2010.
Bộ phim được khởi chiếu tại các rạp chiếu phim của Hàn Quốc vào ngày 16 tháng 6 năm 2010. Sau đó được phát trên DVD và Blu-ray bởi Cine Asia vào ngày 14 tháng 3 năm 2011.